# NGC 6509
NGC 6509是一個星系，位於蛇夫座，是一個Sc型螺旋星系。
NGC 6509是由法國天文學家讓·瑪里·愛德華·史提芬於1879年發現的。

## 距離
NGC 6509相對於宇宙微波背景的速度為1,731±6km/s，對應哈伯距離為25.5±1.8百萬秒差距 (∼8,320萬光年)。 
迄今為止，兩次非基於紅移測量得出的距離為31,400±4.525百萬秒差距（∼1億2百萬年）。